# Mont-Louis (Francia)
Mont-Louis (Montlluís en catalán) es una localidad y comuna francesa, situada en el departamento de Pirineos Orientales en la región de Occitania, inscrita dentro del conjunto de Fortificaciones de Vauban como Patrimonio de la Humanidad por la UNESCO desde 2008.
A sus habitantes se les conoce por el gentilicio en francés de montlouisiens o de montlluïsà, montlluïsana en catalán.

## Geografía

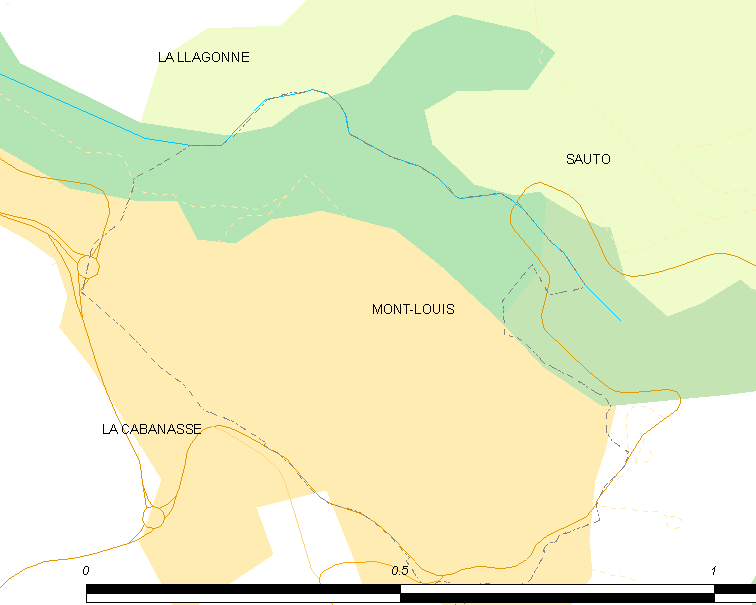
Situación de Mont-Louis

Situada en el territorio del "Parque natural regional de los Pirineos catalanes", a 1600 m de altitud,  Mont-Luis se encuentra en el cruce de tres territorios históricos o culturales: el Conflent que desciende hacia el Mediterráneo por el valle del río Têt, la Cerdaña que se extiende sobre España y el Capcir que se une a territorio administrativamente francés por el valle del río Aude.

## Historia
A raíz del Tratado de los Pirineos (1659) y, a petición del rey Luis XIV que desea asegurar los nuevos territorios fronterizos con España, Vauban, «Comisario general de Fortificaciones» diseña la fortaleza respondiendo a las exigencias militares, con un urbanismo práctico, presentando un aspecto sobrio, donde las actividades civiles se integren con la defensivas. La situación estratégica privilegiada (cruce entre el Conflent, Capcir y  Cerdaña), determinará la elección definitiva del lugar. 
En mayo de 1679, Vauban redacta y expide a François Michel Louvois, Secretario de Estado de Guerra, la instrucciones del proyecto junto a un documento preciso que regula los detalles de los trabajos, la organización de las obras y el coste laboral aproximado. El mapa propuesto aprovecha la topografía natural del lugar: pocas obras de protección sobre la zona este, protegida por un barranco natural del río Têt y numerosas defensas sobre el lado occidental, hacia la Cerdaña dónde el acceso es más fácil. Se concibió según un escalonamiento de cuatro zonas: la ciudadela, la ciudad alta, una ciudad baja y un reducto (estos dos últimos no se construyeron finalmente). En 1681 se terminan las obras de construcción, marcando la última frontera militar meridional francesa.
En 1793, Mont-Louis se convierte Mont-Libre, el rey de España Carlos IV, pretende recuperar las tierras y como respuesta la Convención le declara la guerra. La paz se firma el 1 de agosto de 1795, pero no es hasta el 24 de octubre de 1803, que Mont-Libre vuelve a ser Mont-Louis, siendo mientras tanto un mero depósito para el ejército de la Cerdaña.
Los últimos conflictos mundiales causaron una fuerte emigración de exiliados a Mont-Louis, convirtiéndose a la vez en un frecuentado lugar de paso, primero a consecuencia de la guerra civil española y posteriormente debido a la Segunda Guerra Mundial.

## Gobierno y política

### Alcaldes

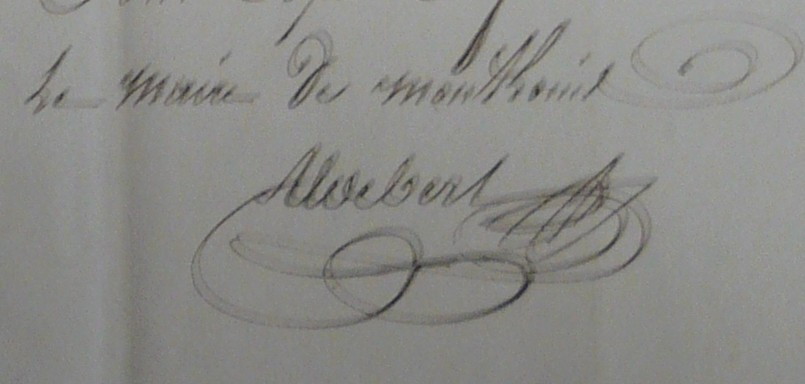
Firma del alcalde Michel Aldebert en 1815

| Alcalde              | Período   |
| -------------------- | --------- |
|                      |           |
| Michel Aldebert      | ca. 1815  |
|                      |           |
| Christian Pécout     | 2001-2002 |
| Jean-Michel Larmet   | 2002-2010 |
| Pierrette Cordelette | 2010-     |

## Demografía
| 273 | 391 | 250 | 239 | 200 | 270 |
| Para los censos de 1962 a 1999 la población legal corresponde a la población sin duplicidades (Fuente: INSEE [Consultar]) |     |     |     |     |     |

## Lugares de interés

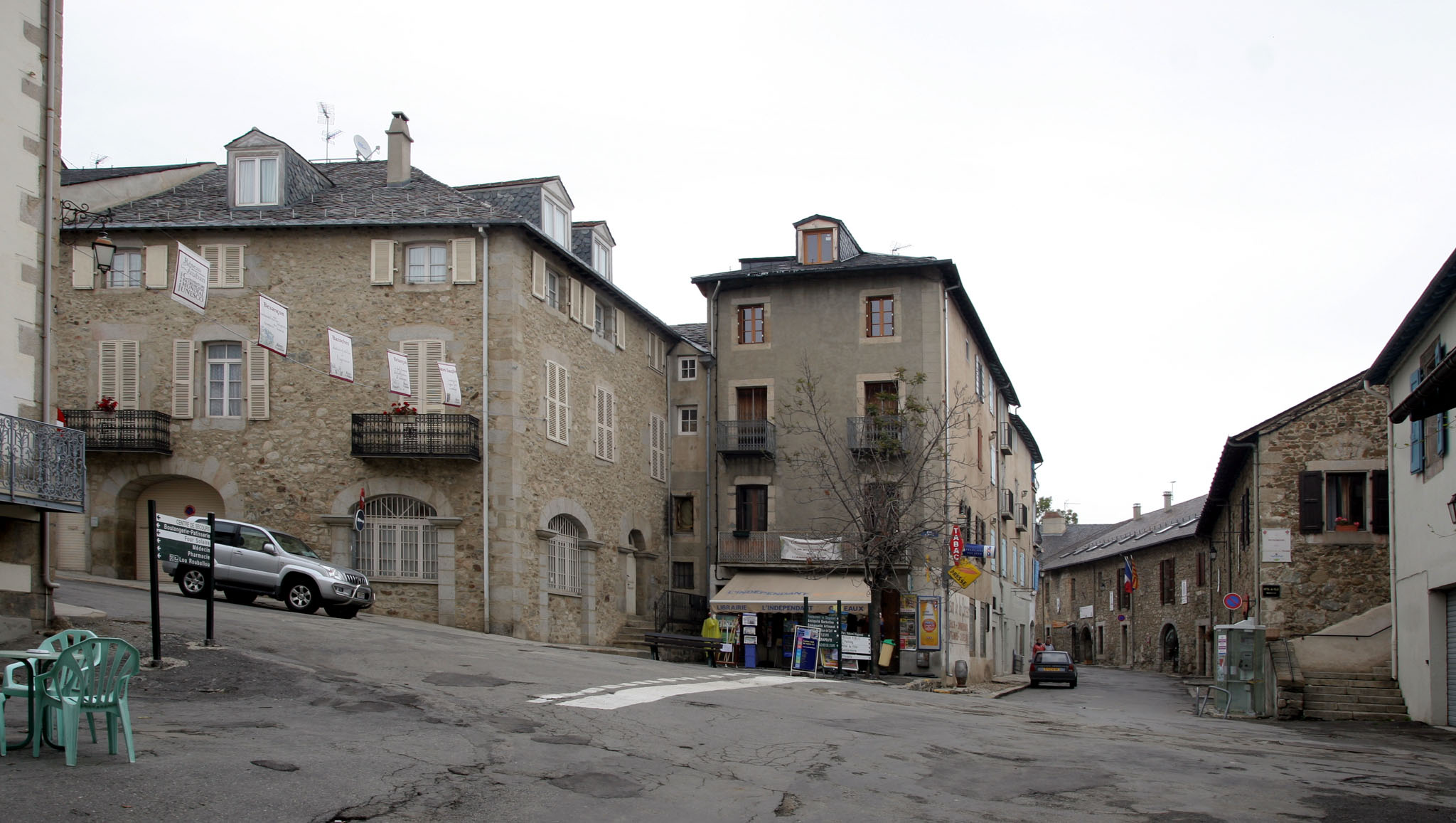
Mont-Louis.

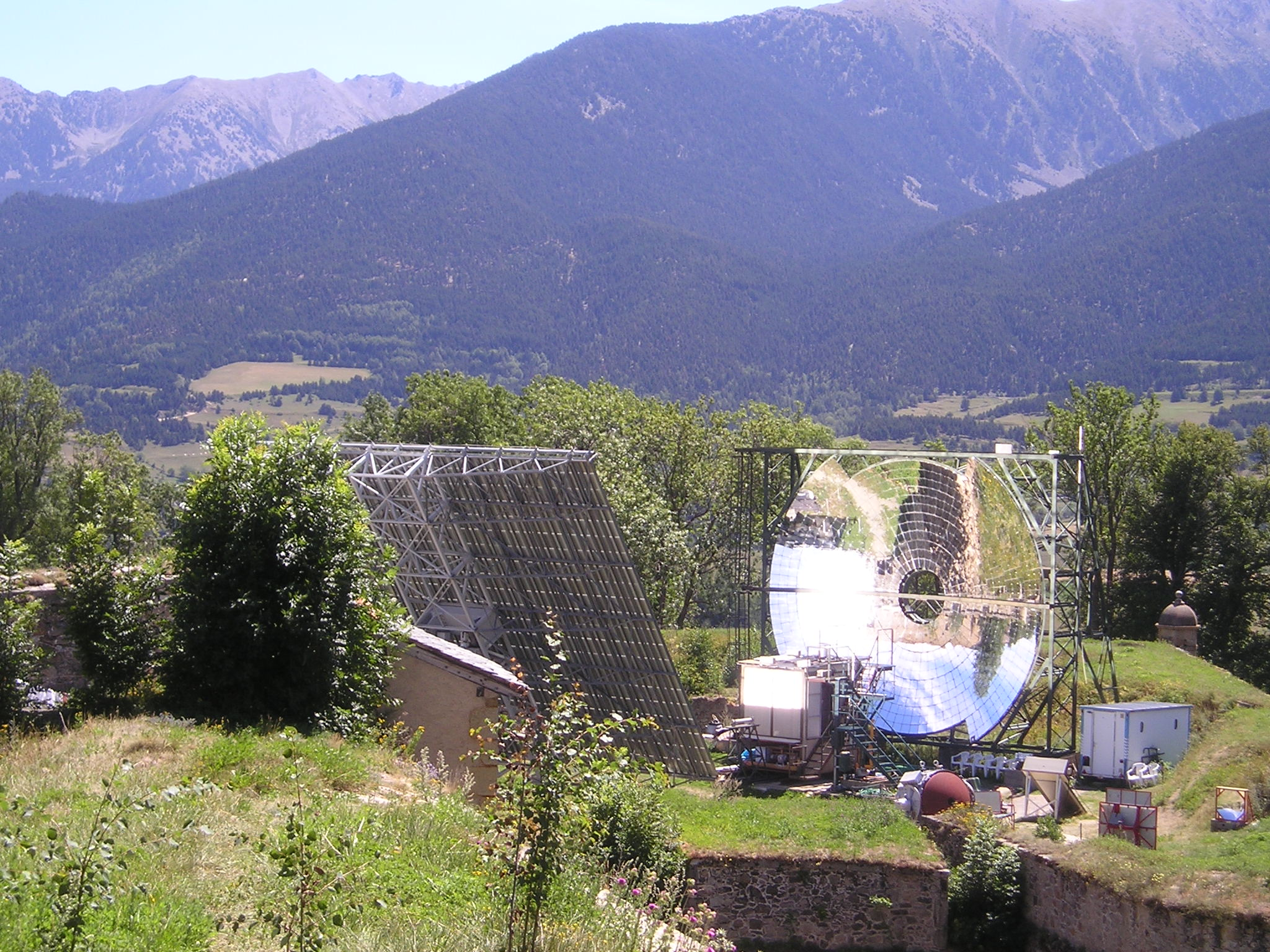
Horno solar de Mont-Louis.

- Fortaleza de  Vauban, Patrimonio Mundial de la UNESCO (2008).

Mont-Louis es una de las nueve ciudades-ciudadelas creadas por Sébastien Le Prestre de Vauban (de las cuales seis se encuentran en Francia), y una de las mejores, tanto desde un punto de vista arquitectónico como de lugar militar.
- Horno solar de Mont-Louis, construido justo finalizada la Segunda Guerra Mundial, fue la primera instalación de este tipo en el mundo y precursor del horno solar de Odeillo.

## Personalidades ligadas a la comuna
- Sébastien Le Prestre de Vauban, marques de Vauban, mariscal de Francia (1633-1707)
- Félix Trombe, pionero del uso de la energía solar
- Dagobert de Fontenilles, general (1736-1794)
- Jean Gilles, general, (1904-1961)